# 新沼津カントリークラブ
新沼津カントリークラブ（しんぬまづカントリークラブ）は、静岡県沼津市にあるゴルフ場である。

## 概要
1964年（昭和39年）9月、静岡県の愛鷹山の麓、神馬の里に、ゴルフ場「愛鷹カントリークラブ」の建設計画動き出した。愛鷹カントリークラブの建設用地は、古くから神馬に里といわれ、愛鷹山の桃沢神社を創建した源頼朝が、神馬99頭を献納したことに由来するといわれている。江戸時代、愛鷹山の野馬に着目した幕府の馬掛の岩本岩見守が、野馬を捕り込む3枚造った。神馬の里、元野牧のいわれである。
1964年（昭和39年）11月、新たなゴルフ場の建設に向けて経営母体「沼津開発株式会社」を設立し、社長に株式会社日立製作所顧問の大西定彦が就任した。クラブ名称が愛鷹カントリークラブから「新沼津カントリークラブ」に改められた。大西には夢があった、「安月給でもプレーが出来るゴルフ場を造ろう」と考えていた。日立製作所の創立者・小平浪平は、社員の健康のためにと茨城県日立市に「大甕ゴルフクラブ」（1936年（昭和11年）開場、設計・井上誠一）を建設している。
コース設計も、日立製作所の社員だった間野貞吉に依頼した。間野は、東京帝国大学工学部建築科出の工学博士で32コースのゴルフ場の設計や監修の実績がある。大西定彦はコース設計に熱心で、クラブハウスは建設用地の最高地点に建てる、クラブハウスから「桜の花が咲くように」四方からスタート出来るようコースレイアウトに注文をつけた。
1966年（昭和41年）5月、造成工事は着工され、1967年（昭和42年）9月15日、18ホールのゴルフ場が完成し、開場された。コースの特徴としては、日本では珍しいティフトン芝を採用したことである。芝植えが田植え並みに手間がかかったことである、夏の雑草がないという利点があった。

## 所在地
〒410-0301 静岡県沼津市宮本223番地

## コース情報
- 開場日 - 1967年9月15日
- 設計者 - 間野 貞吉
- コースタイプ - 丘陵コース
- コース - 18ホールズ、パー72、6,910ヤード、コースレート70.8
- フェアウェー - コウライ
- ラフ - ノシバ
- グリーン - 2グリーン、ベント
- ラウンドスタイル - 全組キャディ付、電磁誘導乗用カートと歩きの併用、1組4人が原則だが状況によりツーサム可
- 練習場 - 13打席200ヤード
- 休場日 - 毎月第4火曜日（7・8・9月は毎週）、12月31日、1月1日[2]

## ギャラリー
- コース - [3]
- ハウス - [4]

## 交通アクセス
鉄道（JR東海）
- 東海道新幹線 - 三島駅より タクシー利用約25分
- 東海道本線 - 沼津駅より クラブバス利用約20分[5]

道路
- 東名高速道路 - 沼津ICより 5Km[5]

## 関連文献
- 『ゴルフ場ガイド 東版』、2006-2007、「新沼津カントリークラブ」、東京 ゴルフダイジェスト社、2006年5月、2021年6月7日閲覧
- 『美しい日本のゴルフコース BEAUTIFUL GOLF CULTURE IN JAPAN 日本のゴルフ110年記念 ゴルフは日本の新しい伝統文化である』、ゴルフダイジェスト社「美しい日本のゴルフコース」編纂委員会編、「愛鷹山麓、神馬の里に最高にコースを最低料金で提供できるコースを建設」、東京 ゴルフダイジェスト社、2013年12月、2021年6月7日閲覧